# Janne Niinimaa
Janne Niinimaa (ur. 22 maja 1975 w Raahe) – fiński hokeista, reprezentant Finlandii, dwukrotny olimpijczyk.

## Kariera
- Kärpät U20 (1990–1992)
- Kärpät (1991–1993)
  -  KKP Kiiminki (1993)
- Jokerit (1993–1996)
  -  Jokerit U20 (1993–1996)
- Philadelphia Flyers (1996–1998)
- Edmonton Oilers (1998–2003)
- New York Islanders (2003–2004)
- Malmö Redhawks (2004)
- Kärpät (2004–2005)
- New York Islanders (2005–2006)
- Dallas Stars (2006)
- Montreal Canadiens (2006–2007)
- HC Davos (2007–2008)
- SCL Tigers (2008–2009)
- HV71 (2009–2010)
- Luleå HF (2010–2011)
- Kiekko-Laser (2011)
- Rapperswil-Jona Lakers (2011–2012)
- Asplöven HC (2012–2013)

W karierze występował w fińskich ligach SM-liiga i Mestis, a ponadto w szwajcarskiej NLA, szwedzkich Elitserien i Allsvenskan. W drafcie NHL z 1993 został wybrany przez Philadelphia Flyers. Od 1996 do 2007 występował w lidze NHL w drużynach: Philadelphia Flyers, Edmonton Oilers, New York Islanders, Dallas Stars i Montreal Canadiens. Łącznie rozegrał w NHL 10 sezonów, a w ich trakcie 800 spotkań, w których uzyskał 343 punkty.
Uczestniczył w turniejach mistrzostw świata w 1995, 1996, 2000, 2002, 2003, 2004, 2009, Pucharu Świata 1996, 2004 oraz zimowych igrzysk olimpijskich 1998, 2002.
W lutym 2014 zakończył karierę.

## Sukcesy
Reprezentacyjne
- Złoty medal mistrzostw świata: 1995
- Brązowy medal mistrzostw świata: 2000
- Brązowy medal zimowych igrzysk olimpijskich: 1998
- Srebrny medal Pucharu Świata: 2004

Klubowe
- Złoty medal mistrzostw Finlandii: 1994, 1996 z Jokeritem, 2005 z Kärpät
- Srebrny medal mistrzostw Finlandii: 1995 z Jokeritem
- Puchar Europy: 1995, 1996 z Jokeritem
- Złoty medal Jr. A SM-liiga: 1996 z Jokerit U20
- Mistrzostwo konferencji NHL: 1997 z Philadelphia Flyers
- Prince of Wales Trophy: 1997 z Philadelphia Flyers
- Finał o Puchar Stanleya: 1997 z Philadelphia Flyers
- Mistrzostwo dywizji: 2006 z Dallas Stars
- Złoty medal mistrzostw Szwecji: 2010 z HV71
- Trzecie miejsce w European Trophy: 2011 z Luleå

Indywidualne
- Mistrzostwa Europy juniorów do lat 18 w hokeju na lodzie 1993:
  - Skład gwiazd turnieju[2]
- NHL (1996/1997):
  - NHL All-Rookie Team
  - Pierwsze miejsce w klasyfikacji asystentów w fazie play-off: 12 asyst
  - Pierwsze miejsce w klasyfikacji kanadyjskiej wśród obrońców w fazie play-off: 13 punktów
- NHL (2000/2001):
  - NHL All-Star Game
- Mistrzostwa świata w 2001:
  - Pierwsze miejsce w klasyfikacji asystentów wśród obrońców turnieju: 5 asyst
- NLA 2007/2008:
  - Pierwsze miejsce w klasyfikacji asystentów w sezonie zasadniczym: 28 asyst